# Bridgeport (Waszyngton)
Bridgeport – miasto w Stanach Zjednoczonych, w stanie Waszyngton, w hrabstwie Douglas.